# Alegeri legislative în România, 1980
Alegerile legislative din România din 1980 au fost convocate pe 9 martie 1980 în Republica Socialistă România.
Frontul Democrației și Unității Socialiste a obținut 98,52% din voturi, iar 1,48% din voturi au fost "împotrivă".
Votanți înregistrați: 15.631.351

S-au prezentat la vot: 15.629.098 (99,9%)

Voturi valide: 15.629.054 

Voturi anulate: 44

Voturi obținute de candidații care au primit mandat: 15.398.443
Mandate:
Frontul Democrației și Unității Socialiste: 369

Total mandate: 369